# شهرستان قشن
ناحیهٔ قشن (به عربی: مدیریة قشن) یک ناحیه در یمن است که در استان مهره واقع شده‌است.
ناحیهٔ قشن ۱۱٬۴۴۱ نفر جمعیت دارد.